# Neozvenella reducta
Neozvenella reducta är en insektsart som först beskrevs av Walker, F. 1869.  Neozvenella reducta ingår i släktet Neozvenella och familjen syrsor. Inga underarter finns listade i Catalogue of Life.